# Neuroblast
En els vertebrats, un neuroblast o cèl·lula nerviosa primitiva és una cèl·lula postmitòtica que no es divideix més, i que es convertirà en una neurona després d'una fase de migració. En els invertebrats com la Drosophila, els neuroblasts són cèl·lules progenitores neuronals que es divideixen asimètricament per produir un neuroblast i una cèl·lula filla de potència variable segons el tipus de neuroblast. Els neuroblasts dels vertebrats es diferencien de les cèl·lules glials radials i estan destinades a convertir-se en neurones. Les cèl·lules mare neurals, que només es divideixen simètricament per produir més cèl·lules mare neurals, passen gradualment a cèl·lules glials radials. Les cèl·lules glials radials, també anomenades cèl·lules progenitores glials radials, es divideixen asimètricament per produir un neuroblast i una altra cèl·lula glial radial que tornarà a entrar al cicle cel·lular.
Aquesta mitosi es produeix al neuroepiteli germinal (o zona germinal), quan una cèl·lula glial radial es divideix per produir un neuroblast. El neuroblast es desprèn de l'epiteli i migra mentre que la cèl·lula progenitora glial radial produïda es queda en l'epiteli. La cèl·lula migratòria no es dividirà més i això s'anomena aniversari de la neurona. Les cel·les amb els primers aniversaris només migraran a poca distància. Aquelles cèl·lules amb aniversaris posteriors migraran més a les regions més externes de l'escorça cerebral. Les posicions que ocupen les cèl·lules migrades determinaran la seva diferenciació neuronal.